# Caiac

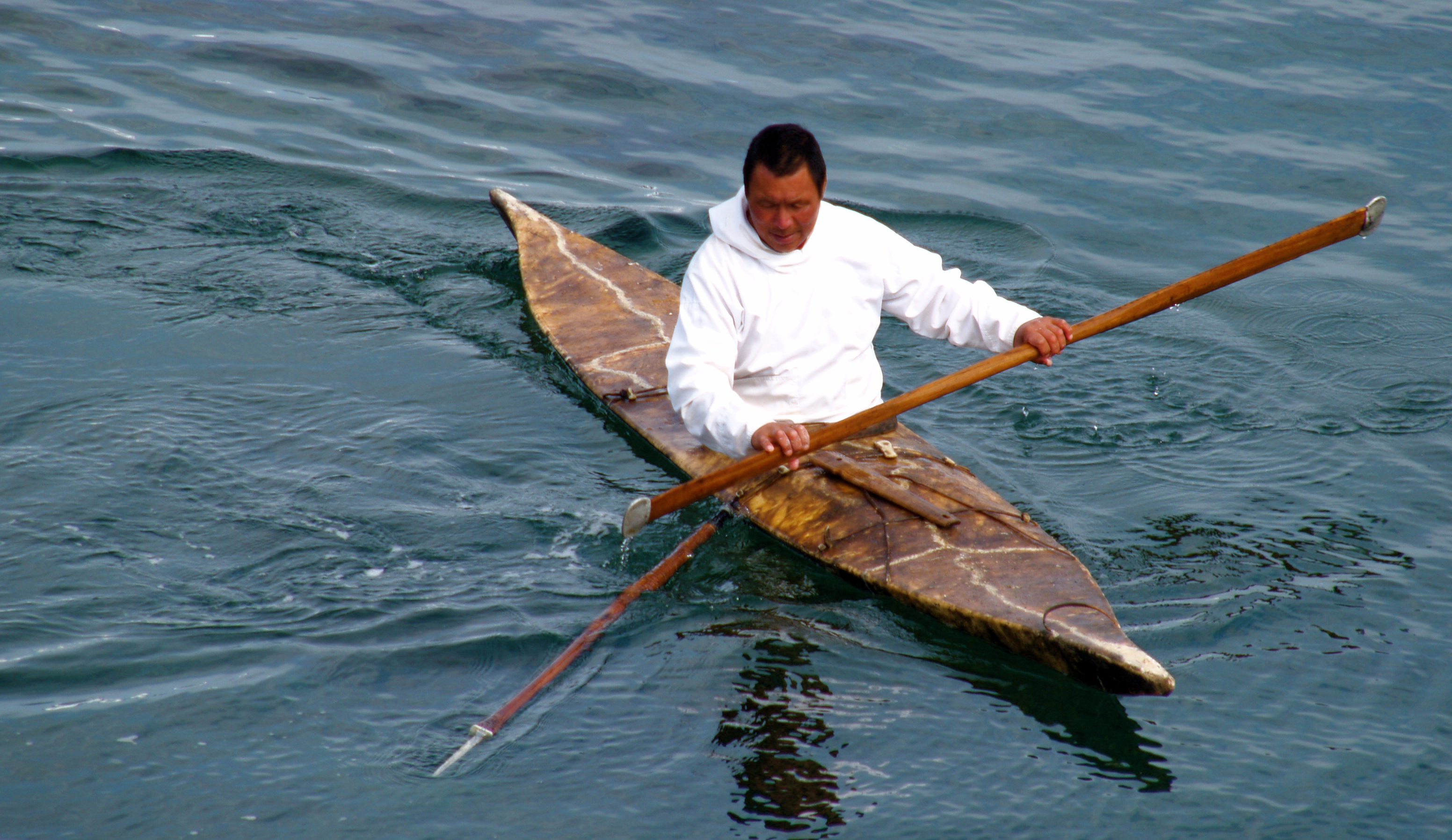
Inuit înarmat cu un harpon, într-un caiac, la vânătoare de foci în Groenlanda

Un caiac este o barcă mică și îngustă, ascuțită la ambele capete, condusă cu una sau două padele.
Cuvântul caiac provine de la un termen eschimos (inuit) care desemna acest gen de barcă. Eschimoșii (inuiții) au fost primii care au folosit aceste ambarcațiuni, al căror nume a intrat în limbile europene până la sfârșitul secolului XVII, când locuitorii Europei au venit în contact cu eschimoșii. 
1. ↑  Dicționar explicativ ilustrat al limbii române pentru elevi. Litera. 2015. p. 77.